# Mace Coronel
Mace Eddie Coronel (Nueva York, 10 de marzo de 2004) es un actor neerlandés-estadounidense. Se le conoce principalmente por interpretar a Dicky Harper en la sitcom de Nickelodeon Nicky, Ricky, Dicky & Dawn.

## Biografía y carrera
Mace Coronel nació el 10 de marzo de 2004 en Nueva York. 
En 2012, a la edad de ocho años, apareció por primera vez en la televisión, en el episodio "Hungry Games" del programa Up in Arms. En 2013 apareció en el episodio "Lovesick Blues" del programa de televisión Hart of Dixie. Ha sido un personaje recurrente en la serie de televisión The Bold and the Beautiful. Participó en muchos cortometrajes como Neverland, M Is for Mom, Shoelace, Money Shot, Spirit Town, entre otros. También ha participado en diversas producciones de Nickelodeon, como Nicky, Ricky, Dicky & Dawn. Protagonizó la película original de televisión de 2014 de Nickelodeon, Santa Hunters.
En 2015 participó en el especial de Nickelodeon, Ho Holiday Special al lado de otras estrellas de Nickelodeon. En 2019 actuó en la serie web Zoe Valentine con el papel de Milo Vargas, así como en el cortometraje Pocket.

## Vida personal
Es de ascendencia judía sefardí, arubeña, surinamesa y francocanadiense. Habla inglés y neerlandés con fluidez.

## Filmografía
| Año           | Título                                     | Personaje              |
| ------------- | ------------------------------------------ | ---------------------- |
| 2012          | Up in Arms                                 | Chico n.º 3            |
| 2013          | Hart of Dixie                              | Charlie                |
| 2013          | The Ghost Speaks                           | Philip Gunness         |
| 2013          | TSI: Hollywood                             | Chase                  |
| 2013          | Neverland                                  | Tim                    |
| 2013          | M is for Mom                               | Manny                  |
| 2013          | Shoelace                                   | Louie                  |
| 2013-2014     | The Bold and Beautiful                     | R.J. Foresster         |
| 2014-2018     | Nicky, Ricky, Dicky & Dawn                 | Dominic "Dicky" Harper |
| 2014          | Tesla Motors: Modern Spaceship             |                        |
| 2014          | Santa Hunters                              | Richard                |
| 2014          | Money Shot                                 | Pequeño Ricchie        |
| 2015          | Ho Holiday Special                         | Él mismo               |
| 2016          | Orange carper: Choque de mundo             | Él mismo               |
| 2016          | Orange carper: Slime Cup 2016              | Él mismo               |
| 2017          | Nickelodeon's Sizzling Summer Camp Special | Él mismo               |
| 2019          | Pocket                                     | Jake                   |
| 2019          | Zoe Valentine                              | Milo Vargas            |
| 2020          | Wireless                                   | Lionel Braddock        |
| 2021          | Colin in Black & White                     | Jake                   |
| 2023-presente | That '90s Show                             | Jay Kelso              |

## Premios y nominaciones
| Año  | Premiación                      | Categoría                                         | Trabajo                                                                                   | Resultado |
| ---- | ------------------------------- | ------------------------------------------------- | ----------------------------------------------------------------------------------------- | --------- |
| 2016 | Young Artist Award              | Excelente elenco joven en una serie de televisión | Nicky, Ricky, Dicky & Dawn (compartido con Aidan Gallagher, Lizzy Greene y Casey Simpson) | Nominado  |
| 2016 | Nickelodeon Kids' Choice Awards | Actor de TV favorito                              | Nicky, Ricky, Dicky & Dawn                                                                | Nominado  |
| 2017 | Nickelodeon Kids' Choice Awards | Actor de TV favorito                              | Nicky, Ricky, Dicky & Dawn                                                                | Nominado  |